# Minden

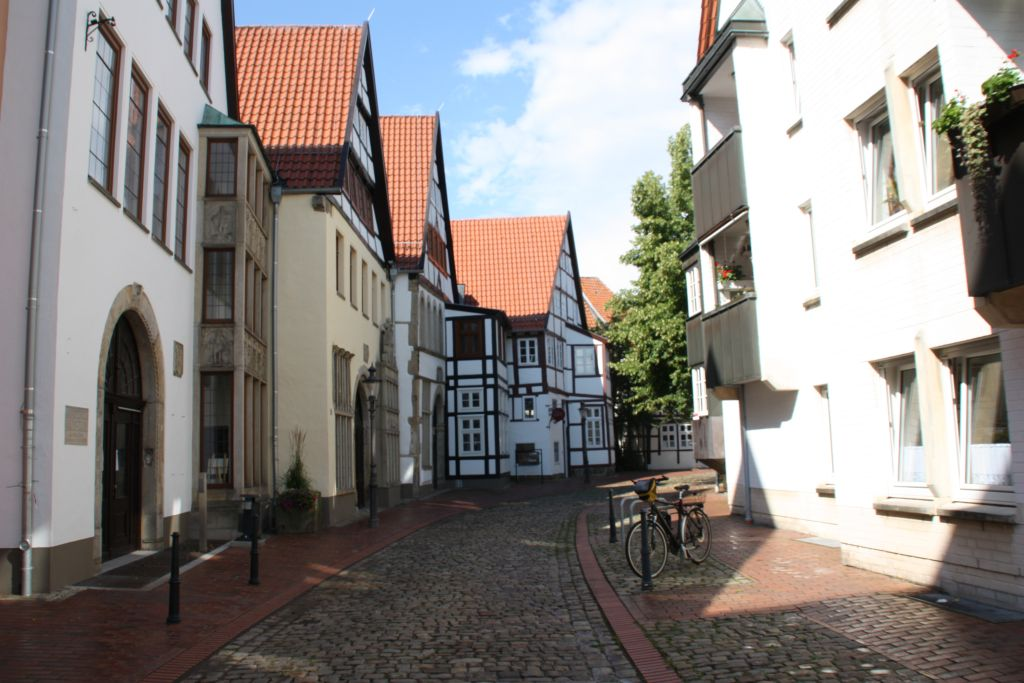
Minden (část Starého města)

Minden je historické okresní město ve Vestfálsku na řece Vezeře, 55 km západně od Hannoveru, s románsko-gotickým biskupským dómem a řadou zachovaných památek. U města kříží řeku Vezeru po mostě Středoněmecký průplav spojující Porýní s Labem.

## Historie
Nálezy dokládají germánské osídlení v římské době, roku 800 zde Karel Veliký založil biskupství a roku 967 získalo město mincovní, tržní a celní právo. Kolem roku 1230 začalo si město volit starostu a roku 1307 se biskup přestěhoval do blízkého zámku Petershagen.
Od 14. století byl Minden členem Hanzy a roku 1530 se zde po velkém konfliktu zavedla reformace a biskupství bylo brzy zrušeno. Dóm však zůstal katolickým farním kostelem. V 17. století zde byly četné procesy s čarodějnicemi. Od roku 1648 patřil Minden Prusku a roku 1711 ztratilo město samosprávu. Roku 1759 se před městem odehrála významná bitva v rámci sedmileté války, v níž byli Francouzi poraženi. Za napoleonských válek patřil krátce k Francii, po roce 1813 se vrátil k Prusku. Brzy poté se stal pevností, což silně zbrzdilo hospodářský vývoj až do roku 1873, kdy byly zbořeny hradby.
Roku 1945 byl Minden poškozen bombardováním a obnova probíhala až do 60. let. V té době byla při asanaci starého města zbořena řada historických domů.

## Pamětihodnosti
- Katedrála sv. Gorgonia a Petra je gotický halový kostel z let 1250–1350 s románským západním průčelím z 10.–12. století. Ze 13. století pocházejí některá barevná okna a na hlavním oltáři je kopie Zlaté desky (Goldene Tafel, kolem 1450), jejíž originál byl roku 1909 prodán do berlínského Bodeho muzea.
- Luterský kostel sv. Martina, založený kolem 920. Současná stavba pochází ze 13. a 14. století.
- Luterský kostel P. Marie, trojlodní halová stavba ze 14. století se starší věží.
- Stará radnice s podloubím ze 13. století.
- Stará mincovna je kamenný dům, postavený kolem 1260. O tom, že by to bývala mincovna, ale historikové pochybují.
- Několik muzeí, z nichž jedno provozuje historickou železnici na trati dlouhé asi 30 km.

## Osobnosti města
- Friedrich Wilhelm Bessel (1764–1846), astronom a matematik
- Franz Boas (1858–1942), americký antropolog německého původu
- Gertrud von Le Fort (1876–1971), spisovatelka

## Paleontologie
V roce 1998 byl nedaleko města učiněn objev velkého dravého dinosaura (teropoda), který byl roku 2016 pojmenován jako Wiehenvenator albati. Dlouho byl ale známý jako "Das Monster von Minden" (Nestvůra z Mindenu").

## Partnerská města
- Gagny, Francie, 1976
- Gladsaxe, Dánsko, 1968
- Hrodna, Bělorusko, 1991
- Charlottenburg-Wilmersdorf, Německo, 1968
- Koszalin, Polsko
- Minden, Nevada, USA
- Sutton, Anglie, Velká Británie, 1968
- Tangermünde, Sasko-Anhaltsko, Německo, 1990

## Fotogalerie

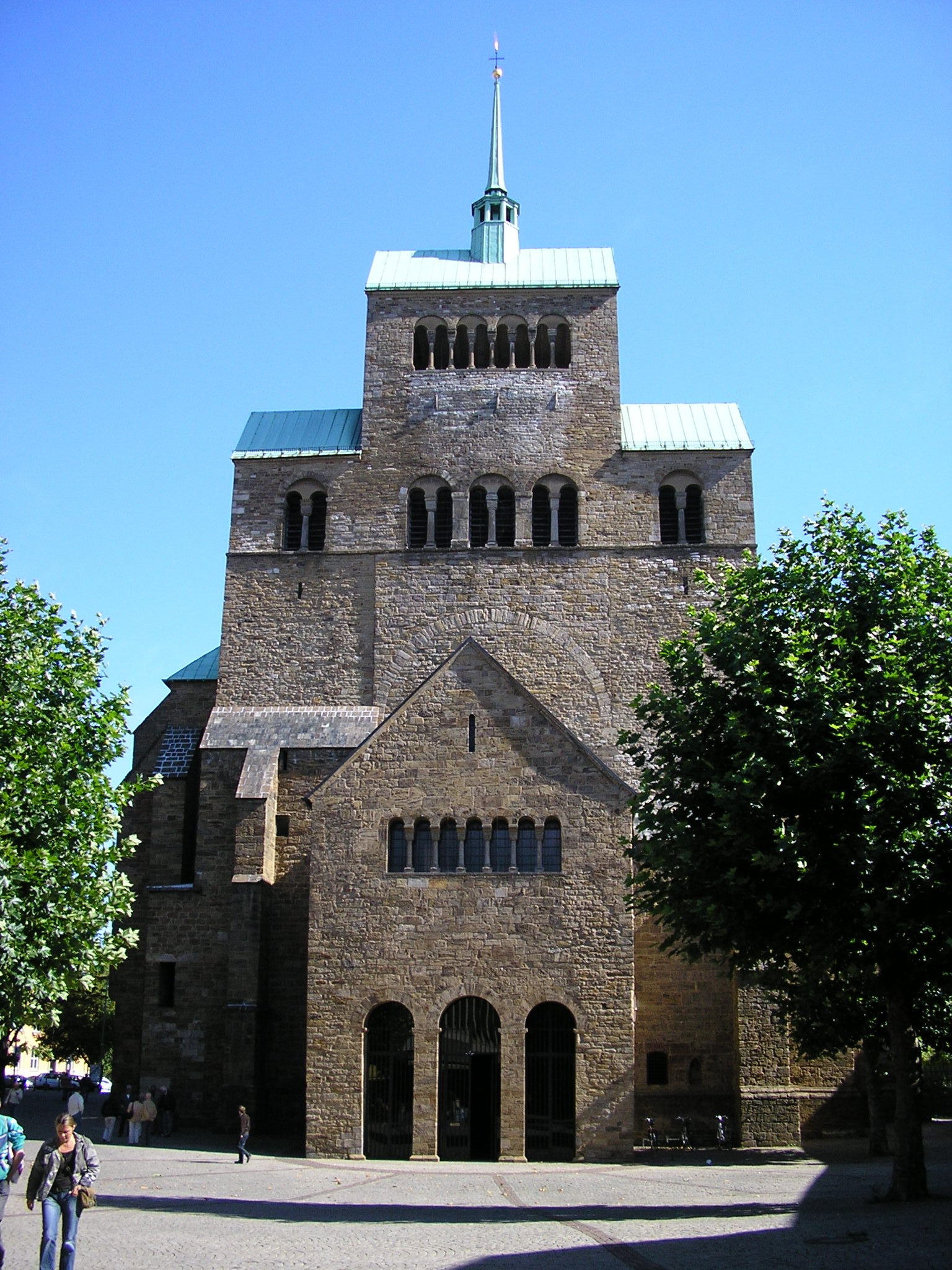
Dóm, západní průčelí
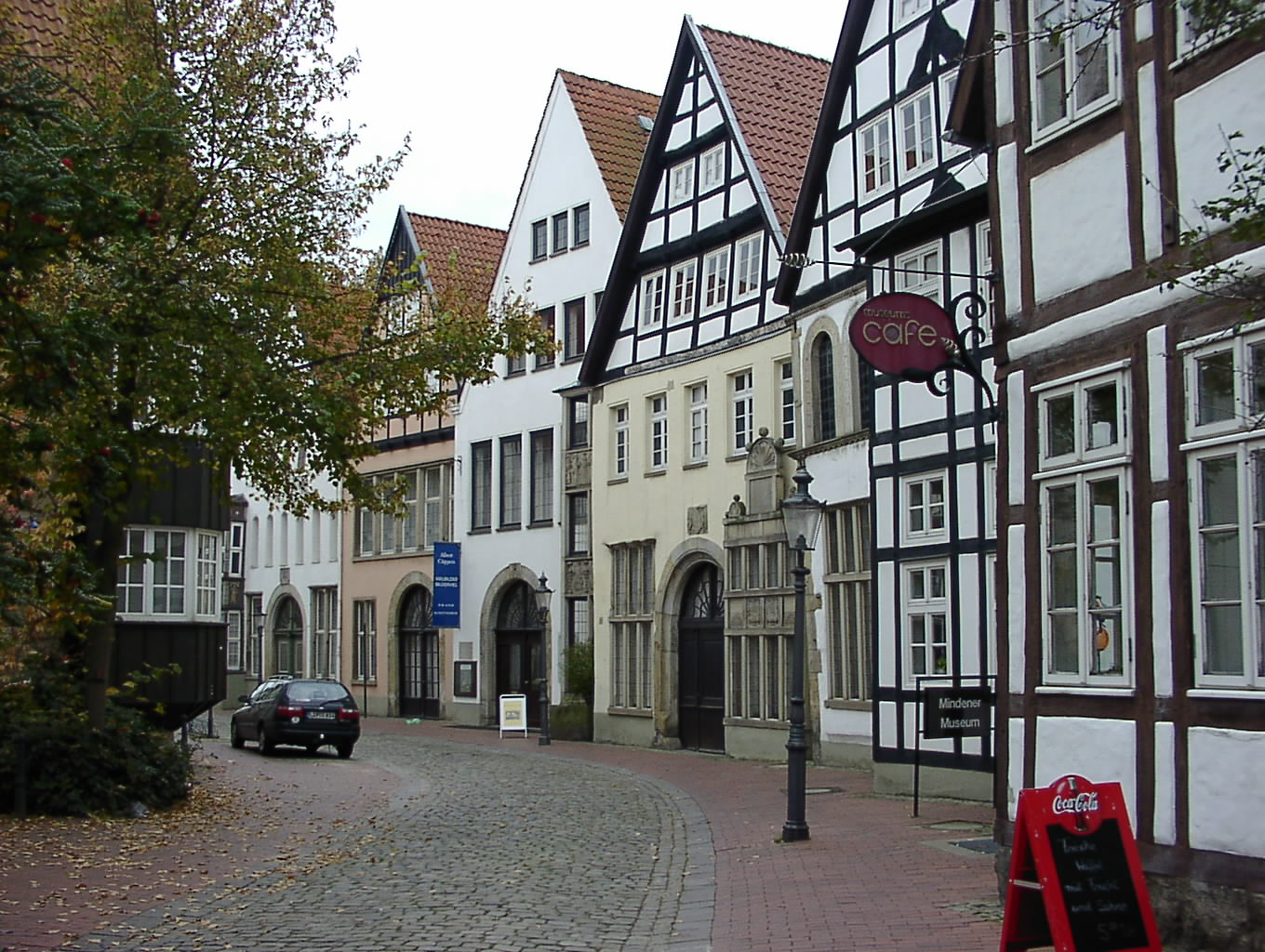
Městská muzea
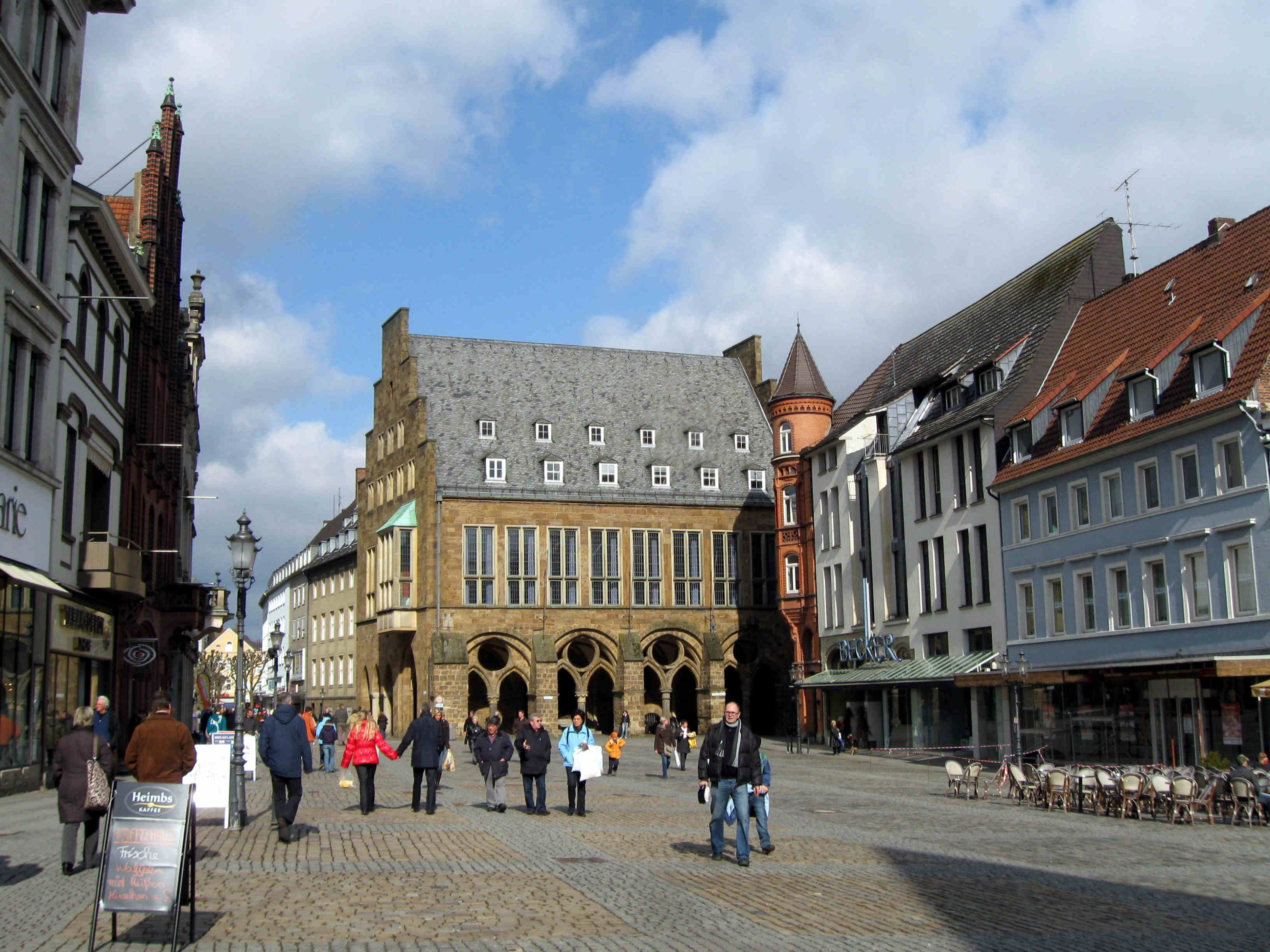
Stará radnice
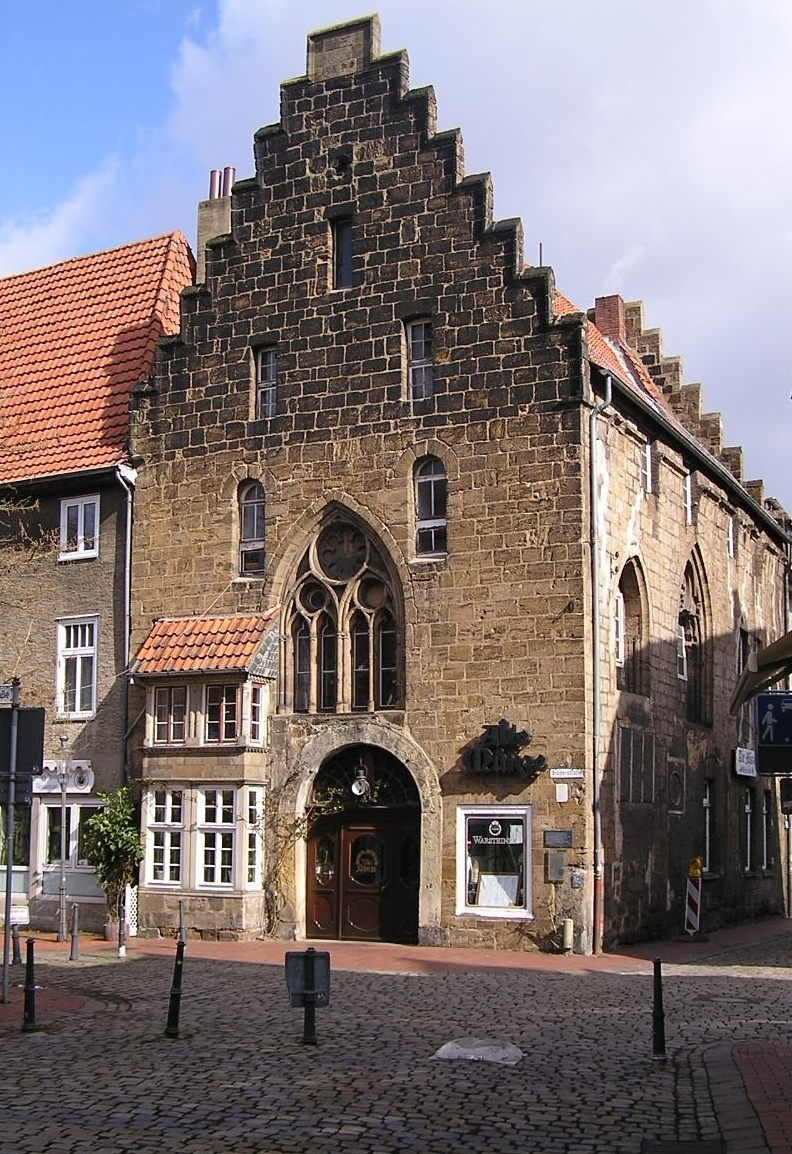
Stará mincovna